# Ada (język programowania)
Ada – strukturalny, kompilowany, imperatywny, statycznie typowany i obiektowy język programowania opracowany przez Jean Ichbiaha i zespół z CII Honeywell Bull w latach 70. XX wieku. Język ten wygrał konkurs zorganizowany przez Departament Obrony USA (U.S. Department of Defense – DoD), pokonując 19 innych projektów. Nazwa języka, nadana przez DoD, pochodzi od imienia lady Augusty Ady Lovelace.

## Historia
W latach 70. departament obrony USA dostrzegł problem polegający na wykorzystywaniu dużej liczby różnych języków programowania używanych do implementacji wewnętrznych projektów informatycznych dla systemów wbudowanych. Wiele z nich było już przestarzałych lub mocno związanych ze sprzętem, a żaden z nich nie wspierał bezpiecznego programowania modułowego. W 1975 roku została powołana grupa robocza High Order Language Working Group (HOLWG), której zadaniem była redukcja liczby używanych narzędzi lub zaprojektowanie nowego języka programowania, który spełniałby wymagania wszystkich dotychczas realizowanych projektów. Efektem działań grupy był język Ada, a liczba używanych języków spadła z ponad 450 w roku 1983 do 37 w 1996.
Grupa robocza HOLWG rozpoczęła prace od wydania Wymagań językowych Steelmana (ang. Steelman Language Requirements), serii dokumentów opisujących założenia, które poszczególne języki programowania powinny spełniać. Następnie dokonano formalnej weryfikacji wielu istniejących języków, lecz w 1977 stwierdzono, że każdy z nich posiada w świetle tych dokumentów poważne mankamenty, które go eliminują. Wobec tego ogłoszony został konkurs na stworzenie nowego języka. Do startu zaproszono cztery zespoły, którym nadano oznaczenia kolorystyczne:
- Czerwony (Intermetrics, pod przewodnictwem Benjamina Brosgola),
- Zielony (CII Honeywell Bull, pod przewodnictwem Jeana Ichbiaha),
- Niebieski (SofTech, pod przewodnictwem Johna Goodenough),
- Żółty (SRI International, pod przewodnictwem Jaya Spitzena).

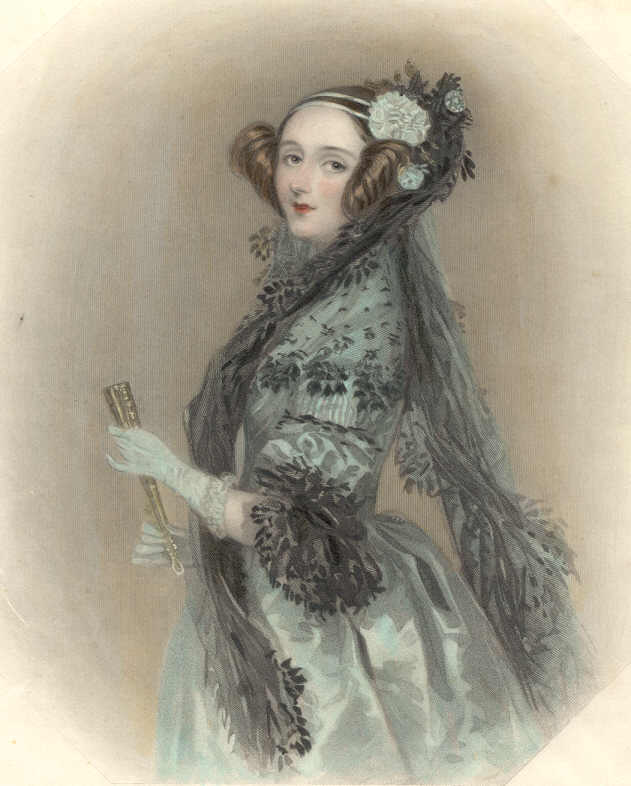
Ada Lovelace

W kwietniu 1978, po publicznych badaniach, propozycje zespołu czerwonego i zielonego przeszły do kolejnej fazy. Rok później ostateczne zwycięstwo przyznano koncepcji zielonej opracowanej przez CII Honeywell Bull. Otrzymała ona nazwę Ada na cześć lady Augusty Ady Lovelace. Zwycięska propozycja czerpała pomysły z języka LIS, który Ichbiah i jego grupa zaprojektowali w latach 70. Pierwsze wydanie dokumentacji języka Ada zostało opublikowane w ACM SIGPLAN Notices w czerwcu 1979 roku. Dokumentacja standardu wojskowego została zatwierdzona 10 grudnia 1980 roku (urodziny Ady Lovelace) i otrzymała numer MIL-STD-1815.
W roku 1981 C.A.R. Hoare skrytykował Adę w swojej mowie podczas odbioru Nagrody Turinga jako język zbyt skomplikowany, a przez to zawodny, lecz później prawdopodobnie zmienił zdanie, czego wyrazem jest przedmowa, którą napisał dla podręcznika Ady.
Pojawienie się Ady wywołało duże zainteresowanie wśród społeczności programistów w pierwszych latach swojego istnienia. Wśród zwolenników pojawiały się opinie, że może ona zostać głównym językiem programowania ogólnego przeznaczenia. Jean Ichbiah publicznie stwierdził, że w przeciągu 10 lat na rynku pozostaną jedynie dwa języki: Ada i Lisp. Wczesne kompilatory Ada z trudem radziły sobie z implementacją dużego, złożonego języka, a wydajność zarówno generowanego kodu, jak i procesu kompilacji, podobnie jak jakość narzędzi, pozostawiały wiele do życzenia. Twórcy kompilatorów skierowali swoje wysiłki ku uzyskaniu certyfikacji ACVC wymaganej przez agencje rządowe. Pierwszą certyfikowaną implementacją Ady był translator NYU Ada/Ed, który uzyskał ten status 11 kwietnia 1983 roku. Był on zaimplementowany w wysokopoziomowym języku SETL.
W 1987 roku Departament Obrony USA wydał zarządzenie wymagające użycia Ady w każdym projekcie programistycznym, gdzie nowy kod stanowił więcej niż 30% ogólnego wyniku, aczkolwiek często zezwalano na wyjątki od tej reguły. Reguła została zniesiona 10 lat później.
Przez lata 80. i 90. poprawiono ogólną jakość i wydajność kompilatorów Ady, lecz wciąż pojawiały się poważne problemy na drodze do pełnego wykorzystania możliwości języka. Jednym z nich był zaproponowany model wielozadaniowości, który znacząco odbiegał od dotychczasowych rozwiązań znanych programistom. Z uwagi na obecność kluczowych mechanizmów bezpieczeństwa, Ada jest obecnie używana nie tylko w aplikacjach wojskowych, ale także w projektach komercyjnych, gdzie błąd programistyczny może mieć kosztowne konsekwencje. Przykładami takich obszarów jest kontrola lotów, awionika samolotów, satelity, automatyczne systemy transportowe czy bankowość. Przykładowo, oprogramowanie systemu Fly-by-wire w samolocie Boeing 777 zostało w całości napisane w Adzie.

### Pochodne i rozszerzenia
- Ada++ – jedno z proponowanych rozszerzeń standardu Ada83, wspierających paradygmat programowania obiektowego[2]. Stało się bez znaczenia po publikacji standardu Ada95, który wspierał paradygmat obiektowy[3].
- Ada# (w budowie)[potrzebny przypis]

## Właściwości
Ada jest wieloparadygmatowym językiem programowania ogólnego przeznaczenia. Jego składnia została zaprojektowana w taki sposób, aby zminimalizować szanse popełnienia trudnych do wykrycia błędów. Uzyskiwane jest to poprzez przemyślany i konsekwentny dobór poszczególnych elementów składni, a także ich jednoznaczność.
Wśród kluczowych właściwości języka można wymienić:
- bezpieczny, ścisły system typów, nastawiony na semantykę, a nie na fizyczną reprezentację danych,
- wsparcie dla programowania obiektowego,
- zaawansowany mechanizm pakietów i modułów,
- wsparcie dla zaawansowanych modeli współbieżności,
- mechanizmy zarządzania pamięcią,
- wsparcie dla programowania kontraktowego,
- ustandaryzowane interfejsy do łączenia kodu Ady z językami C, C++, FORTRAN i COBOL.

## Standaryzacja
Język został standardem ANSI w 1983 roku (ANSI/MIL-STD 1815A), a następnie bez żadnych dodatkowych modyfikacji – standardem ISO w 1987 roku (ISO-8652:1987). Ustandaryzowana wersja języka jest powszechnie nazywana Ada 83 lub Ada 87, zależnie od tego, którą datę ogłoszenia standardu weźmiemy.
Wspólny standard ANSI/ISO (ISO-8652:1995) Ada 95 został opublikowany w lutym 1995 roku, przez co Ada stała się pierwszym obiektowo zorientowanym, ustandaryzowanym językiem programowania. Aby pomóc w dopracowaniu i przyjęciu standardu, US Air Force sfinansowała prace nad kompilatorem GNAT. Obecnie GNAT jest częścią pakietu GNU Compiler Collection.
Prace nad standaryzacją Ady są nieustannie kontynuowane. W październiku 2001 ukazała się techniczna errata do standardu Ada 95, a w 2007 – pierwsza znacząca poprawka ISO/IEC 8652:1995/Amd 1:2007. Nowy, ujednolicony tekst standardu został opublikowany 9 marca 2007 roku. Następna, aktualna rewizja została wydana w grudniu 2012 (ISO/IEC 8652:201z Ed. 3).

## Przykłady
Oto prosty przykład (funkcja Ackermanna) kodu w Adzie demonstrujący kilka jej cech.
Program, żeby się skompilować, musi być umieszczony w pliku „ackermann.adb” (wielkość liter bez znaczenia).
```
with
 
Ada.Command_Line
;
 
use
 
Ada.Command_Line
;

with
 
Gnat.Io
;
 
use
 
Gnat.Io
;

procedure
 
Ackermann
 
is

function
 
Ack
 
(
x
,
 
y
 
: 
in
 
Integer
)
 
return
 
Integer

is

begin

  
if
 
(
x
 
=
 
0
)
 
then

    
return
 
y
 
+
 
1
;

  
elsif
 
(
y
 
=
 
0
)
 
then

    
return
 
Ack
 
(
x
 
-
 
1
,
1
);

  
else

    
return
 
Ack
 
(
x
 
-
 
1
,
 
Ack
 
(
x
,
 
y
 
-
 
1
));

  
end
 
if
;

end
 
Ack
;

x
,
y
,
a
 
:
 
Integer
;

begin

  
if
 
(
Argument_Count
 
=
 
2
)
 
then

    
x
 
:=
 
Integer
'
Value
 
(
Argument
 
(
1
));

    
y
 
:=
 
Integer
'
Value
 
(
Argument
 
(
2
));

  
elsif
 
(
Argument_Count
 
=
 
1
)
 
then

    
x
 
:=
 
3
;

    
y
 
:=
 
Integer
'
Value
 
(
Argument
 
(
1
));

  
else

    
x
 
:=
 
3
;

    
y
 
:=
 
3
;

  
end
 
if
;

  
a
 
:=
 
Ack
 
(
x
,
 
y
);

  
Put
 
(
"Ack ("
);

  
Put
 
(
x
);

  
Put
 
(
","
);

  
Put
 
(
y
);

  
Put
 
(
") = "
);

  
Put
 
(
a
);

  
New_Line
;

end
 
Ackermann
;

```

Można zauważyć, że:
- Wszystkie nazwy są nieczułe na wielkość znaków.
- Cały program to jedna wielka procedura, która może zawierać podprocedury (w tym wypadku funkcję ack).
- Wszystkie zamknięcia są zapisywane za pomocą end co_zamykamy. Pozwala to uniknąć przypadkowych pomyłek, ale w opinii wielu programistów jest nadmiarowe.
- Przypisanie jest zapisywane " := ", natomiast porównanie przez " = ". Argumentuje się to tym, że w C występują pomyłki polegające na zapisie " = " zamiast właściwego " == ".
- Nie ma odpowiednika funkcji printf, uważanej za niebezpieczną. Chociaż funkcje " Put " i " New_Line " (z modułu " Gnat.Io ") są bezpieczniejsze, są bardzo niewygodne w użyciu.
- " elseif " pisze się łącznie nie zaś oddzielnie jak w C. Jest to pewne usprawnienie, używane przez większość nowych języków.
- Składnie atrybutów to obiekt'atrybut (lub klasa'atrybut), zamiast bardziej tradycyjnych selekcji " . " czy " :: ".
- Rzutowania są przeprowadzane składnią Klasa'Value(wartość). Jest to znaczne ulepszenie wobec C++, gdzie (klasa)wartość prowadzi do niepewnej kolejności wykonywania działań i zwykle w większych wyrażeniach jest zapisywane jako ((klasa)(wartość)).
- Występuje rozróżnienie „procedur” (w nomenklaturze C: funkcje niezwracające wartości) i „funkcji” (w nomenklaturze C: funkcje zwracające wartość). Większość współczesnych języków nie zawiera tego rozróżnienia.

### Wartościowanie leniwe
Operatorami short circuit nazywamy takie, które nie są obliczane jeśli nie jest to konieczne. Inną nazwą tego rodzaju jest wartościowanie leniwe.
W Adzie występują następujące konstrukcje:
- A or B
  - Obliczane jest A
  - Jeśli A jest prawdziwe, obliczane jest B. Niezależnie od wyniku B, wynik wyrażenia to „prawda”.
  - Jeśli A jest fałszywe, obliczane jest B. Jeśli B jest prawdziwe, wynik to „prawda”, w przeciwnym razie „fałsz”.
- A or else B
  - Obliczane jest A
  - Jeśli A jest prawdziwe, wynik to „prawda”, a B nie jest obliczane.
  - Jeśli A jest fałszywe, obliczane jest B. Jeśli B jest prawdziwe, wynik to „prawda”, w przeciwnym razie „fałsz”.
- A and B
  - Obliczane jest A
  - Jeśli A jest prawdziwe, obliczane jest B. Jeśli B jest też prawdziwe, wynik to „prawda”, w przeciwnym razie fałsz.
  - Jeśli A jest fałszywe, obliczane jest B, ale niezależnie od wyniku B, wynik wyrażenia to fałsz.
- A and then B
  - Obliczane jest A
  - Jeśli A jest prawdziwe, obliczane jest B. Jeśli B jest też prawdziwe, wynik to „prawda”, w przeciwnym razie „fałsz”.
  - Jeśli A jest fałszywe, wynik to „fałsz”, a B nie jest obliczane.

Przykład („short_circuit.adb”):
```
with
 
Text_IO
,
 
Ada
.
Integer_Text_IO
;

use
 
Text_IO
,
 
Ada
.
Integer_Text_IO
;

procedure
 
Short_Circuit
 
is

function
 
Is_Odd
 
(
i
 
: 
Integer
)
 
return
 
Boolean

is

begin

  
Put
 
(
"Testing"
);

  
Put
 
(
i
);

  
New_Line
;

  
return
 
((
i
 
/
 
2
)
 
*
 
2
)
 
/=
 
i
;

end
;

begin

  
Put_Line
 
(
"Testing if ""5 and 6"" are odd"
);

  
if
 
(
Is_Odd
 
(
5
)
 
and
 
Is_Odd
 
(
6
))
 
then

    
Put_Line
 
(
"True"
);

  
else

    
Put_Line
 
(
"False"
);

  
end
 
if
;

  
Put_Line
 
(
"Testing if ""5 or 6"" are odd"
);

  
if
 
(
Is_Odd
 
(
5
)
 
or
 
Is_Odd
 
(
6
))
 
then

    
Put_Line
 
(
"True"
);

  
else

    
Put_Line
 
(
"False"
);

  
end
 
if
;

  
Put_Line
 
(
"Testing if ""5 and then 6"" are odd"
);

  
if
 
(
Is_Odd
 
(
5
)
 
and then
 
Is_Odd
 
(
6
))
 
then

    
Put_Line
 
(
"True"
);

  
else

    
Put_Line
 
(
"False"
);

  
end
 
if
;

  
Put_Line
 
(
"Testing if ""5 or else 6"" are odd"
);

  
if
 
(
Is_Odd
 
(
5
)
 
or else
 
Is_Odd
 
(
6
))
 
then

    
Put_Line
 
(
"True"
);

  
else

    
Put_Line
 
(
"False"
);

  
end
 
if
;

  
Put_Line
 
(
"Testing if ""6 and 5"" are odd"
);

  
if
 
(
Is_Odd
 
(
6
)
 
and
 
Is_Odd
 
(
5
))
 
then

    
Put_Line
 
(
"True"
);

  
else

    
Put_Line
 
(
"False"
);

  
end
 
if
;

  
Put_Line
 
(
"Testing if ""6 or 5"" are odd"
);

  
if
 
(
Is_Odd
 
(
6
)
 
or
 
Is_Odd
 
(
5
))
 
then

    
Put_Line
 
(
"True"
);

  
else

    
Put_Line
 
(
"False"
);

  
end
 
if
;

  
Put_Line
 
(
"Testing if ""6 and then 5"" are odd"
);

  
if
 
(
Is_Odd
 
(
6
)
 
and then
 
Is_Odd
 
(
5
))
 
then

    
Put_Line
 
(
"True"
);

  
else

    
Put_Line
 
(
"False"
);

  
end
 
if
;

  
Put_Line
 
(
"Testing if ""6 or else 5"" are odd"
);

  
if
 
(
Is_Odd
 
(
6
)
 
or else
 
Is_Odd
 
(
5
))
 
then

    
Put_Line
 
(
"True"
);

  
else

   
Put_Line
 
(
"False"
);

  
end
 
if
;

end
 
Short_Circuit
;

```

W przykładzie widać też użycie podwójnego znaku "" dla zaznaczenia " w łańcuchu. Umożliwia to obycie się bez skomplikowanych i podatnych na błędy zasad escape'owania znaków. W C taka składnia byłaby niemożliwa ponieważ C pozwala napisać "łańcuch 1" "łańcuch 2" (z rozdzielającymi spacjami lub bez), co oznacza to samo co "łańcuch 1łańcuch 2" i jest przydatne w preprocessingu.
Oto przykład programu wyświetlającego zawartość plików na ekran. Jako argumenty podawane z linii poleceń program przyjmuje nazwy plików. W razie podania błędnej wzniesie flagę błędu.
```
with
 
Ada.Text_Io
;

use
 
Ada.Text_Io
;

with
 
Ada.Integer_Text_Io
;

use
 
Ada.Integer_Text_Io
;

with
 
Ada.Command_Line
;

use
 
Ada.Command_Line
;

with
 
Ada.Strings.Unbounded
;

use
 
Ada.Strings.Unbounded
;

procedure
 
Cat
 
is

   
Plik
             
:
 
File_Type
;

   
Litera
           
:
 
Character
;

   
LiczbaArgumentow
 
:
 
Natural
;

   
Nazwa
            
:
 
Unbounded_String
;

begin

   
if
 
(
Argument_Count
 
/=
 
0
)
 
then

      
LiczbaArgumentow
 
:=
 
Argument_Count
;

      
Put
 
(
"Podales do programu: "
);

      
Put
 
(
Command_Name
);

      
Put
 
(
" argumenty"
);

      
New_Line
;

      
for
 
ThisArgument
 
in
 
1
 
..
 
LiczbaArgumentow
 
loop

         
Put
 
(
 
"Numer argumentu: "
);

         
Put
 
(
ThisArgument
);

         
Put
 
(
" jest nim: "
);

         
Put
 
(
Argument
(
ThisArgument
));

         
New_Line
;

      
end
 
loop
;

      
for
 
ThisArgument
 
in
 
1
 
..
 
LiczbaArgumentow
 
loop

         
Nazwa
 
:=
 
To_Unbounded_String
 
(
Argument
 
(
ThisArgument
));

         
Open
 
(
Plik
,
 
In_File
,
 
To_String
 
(
Nazwa
));

         
New_Line
;

         
Put
 
(
"Nastepny plik o nazwie: "
);

         
Put
 
(
Argument
 
(
ThisArgument
));

         
New_Line
 
(
2
);

         
loop

            
exit
 
when
 
End_Of_File
 
(
Plik
);

            
Get
 
(
Plik
,
 
Litera
);

            
Put
 
(
Litera
);

            
if
 
End_Of_Line
 
(
Plik
)
 
then

               
New_Line
;

            
end
 
if
;

         
end
 
loop
;

         
Close
 
(
Plik
);

      
end
 
loop
;

   
else

      
Put
 
(
"Nie podales argumentow"
);

   
end
 
if
;

end
 
Cat
;

```

Program korzysta z biblioteki Ada.Command_Line, która służy do obsługi linii poleceń.